# Karen Anderson
Karen Anderson (született: June Millichamp Kruse) (Erlanger, Kentucky, 1932. szeptember 16. – Sunland-Tujunga, Los Angeles, 2018. március 17.) amerikai tudományos-fantasztikus írónő.

## Élete
Poul Anderson felesége és számos alkalommal írótársa, Greg Bear anyósa volt. Saját neve alatt is több tudományos-fantasztikus regényt és esszét publikált.
Ő volt az első, aki nyomtatásban közzétette a filk zene elnevezést.  Ő tette közzé az első sci-fi haikukat a The Magazine of Fantasy and Science Fiction című lap 1962. júliusi számában (később e műfaj scifaiku néven lett ismert). Filológia hallgatóként 1950-ben három barátjával együtt alapított egy Sherlock Holmes-társaságot, a Red Circle Society-t. Hugh Everett barátja volt. Robert A. Heinlein részben neki dedikálta 1982-ben Friday című regényét. Az 1980-as években aktívan együttműködött férjével, több regényének ő volt a társszerzője.
Magyarul a Hat haiku című sorozata jelent meg a Galaktika 13. számában, 1975-ben.

## Munkái

### Regények

#### King of Ys-sorozat
Poul Andersonnal közösen
1. Roma Mater (1986)
2. Gallicenae (1987)
3. Dahut (1987)
4. The Dog and the Wolf (1988)

#### The Last Viking
Poul Andersonnal közösen
1. The Golden Horn (1980)
2. The Road of the Sea Horse (1980)
3. The Sign of the Raven (1980)

#### Novelláinak gyűjteménye
Poul Andersonnal közösen
- The Unicorn Trade

## Fordítás
- Ez a szócikk részben vagy egészben  a   Karen Anderson (writer) című angol Wikipédia-szócikk ezen változatának fordításán alapul.  Az eredeti cikk szerkesztőit annak laptörténete sorolja fel. Ez a jelzés csupán a megfogalmazás eredetét és a szerzői jogokat jelzi, nem szolgál a cikkben szereplő információk forrásmegjelöléseként.